# C. S. Seshadri

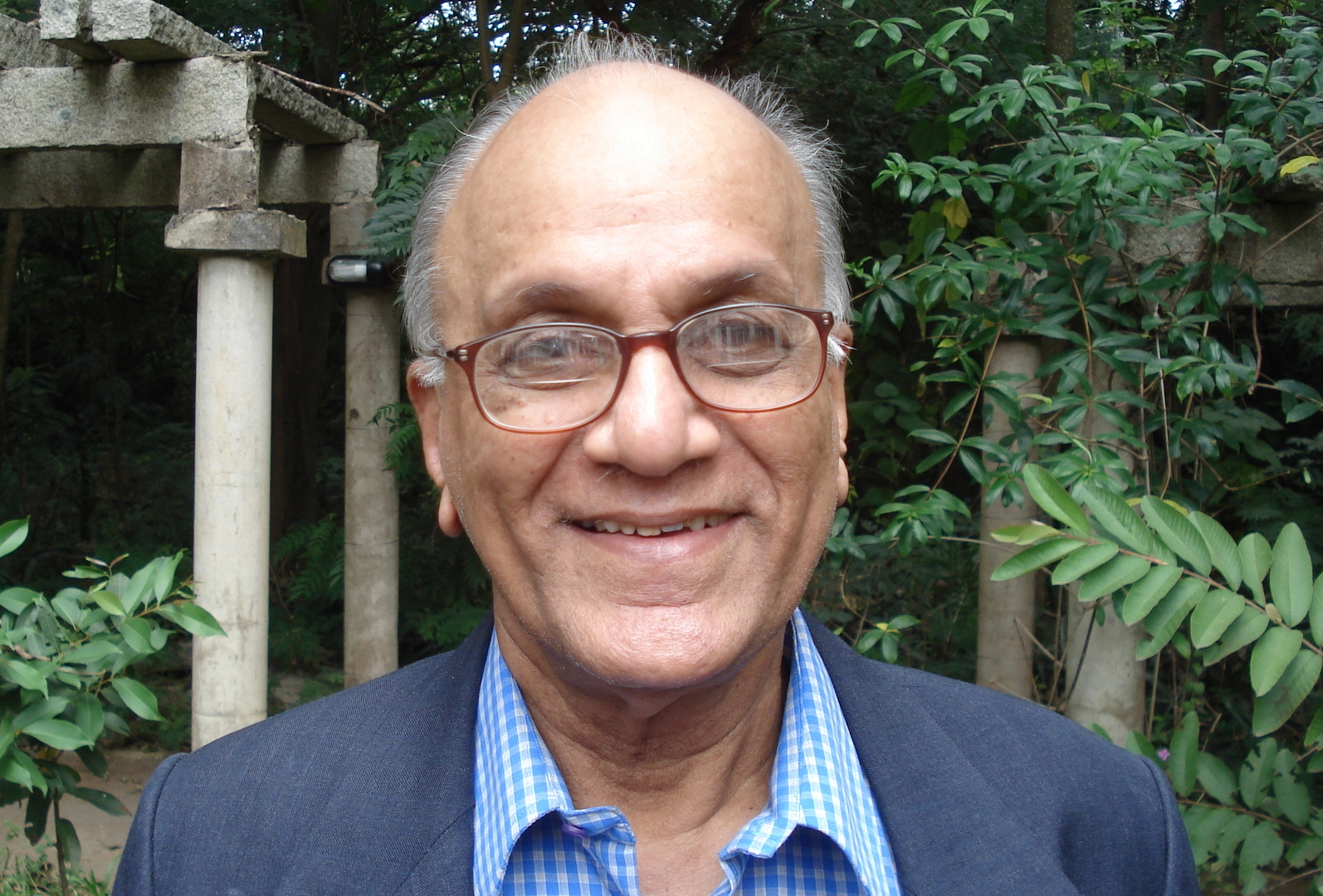
Seshadri (2010)

C. S. Seshadri (Conjeervaram Srirangachari Seshadri; * 29. Februar 1932 in Kanchipuram; † 17. Juli 2020 in Chennai) war ein indischer Mathematiker, der sich mit Algebraischer Geometrie und algebraischen Gruppen befasste.

## Leben
Seshadri studierte an der University of Madras (Loyola College) mit dem Bachelor-Abschluss 1953 und wurde 1958 an der University of Mumbai (damals Bombay) und dem Tata Institut bei K. Chandrasekharan promoviert (Generalized Multiplicative Meromorphic Functions on a Complex Manifold). Von 1953 bis 1984 war er am Tata Institute of Fundamental Research, wo er 1965 Professor wurde und 1975 Senior Professor. 1984 bis 1989 war er am Institute of Mathematical Sciences in Chennai (Madras) (IMSc) und 1989 bis 2010 war er Gründungsdirektor des Chennai Mathematical Institute (CMI).
Anfangs befasste er sich mit Modulräumen von Kurven. 1965 bewies er mit M. S. Narasimhan ein nach beiden benanntes Theorem über holomorphe Vektorbündel auf Riemannschen Flächen. Danach sind diese genau dann stabil, falls sie aus einer irreduziblen unitären projektiven Darstellung der Fundamentalgruppe der Riemannschen Fläche stammen.
Ende der 1970er Jahre führte er die Standard Monomial Theory in die Darstellungstheorie algebraischer Gruppen und Geometrie von Schubert-Varietäten ein.
Er war u. a. Gastprofessor an der Universität Paris (1957 bis 1960), der Harvard University (1974/75), der UCLA, der Brandeis University, der Universität Bonn und der Universität Kyoto. 1975/76 war er am Institute for Advanced Study.
Er war Invited Speaker auf dem Internationalen Mathematikerkongress in Nizza 1970 (Quotient spaces modulo reductive algebraic groups and applications to moduli of vector bundles on algebraic curves).
1971 wurde er Fellow der Indian Academy of Sciences, 1988 Fellow der Royal Society und 2010 International Member der National Academy of Sciences. Er war Ehrendoktor der Banaras Hindu University und der University of Hyderabad. Er erhielt die Srinivasa Ramanujan Medal der Indian Academy of Sciences und den Wissenschaftspreis der Third World Academy of Sciences. 2009 erhielt er den Padma Bhushan und er erhielt den Shanti Swarup Bhatnagar Prize for Science and Technology. Er war Fellow der American Mathematical Society.

## Schriften
- Collected Papers, 2 Bände, New Delhi: Hindustan Book Agency 2012, Review, Bulletin AMS 2014, von Usha Bhosle
- Introduction to the theory of standard monomials, New Delhi: Hindustan Book Agency, 2007
- Variété de Picard d’une Variété complète, Annali di Matematica, Band 57, 1962, S. 117–142.
- Some results on the quotient space by an algebraic group of automorphisms, Mathematische Annalen, Band 149, 1963, S. 286–301
- mit M. S. Narasimhan: Stable bundles and unitary bundles on a compact Riemann surface, Proc. Nat. Acad. Soc., Band 52, 1964, S. 207–211
- Space of unitary vector bundles on a compact Riemann surface, Annals of Mathematics, Band 85, 1967, S. 303–335
- mit V. Lakshmibai: Geometry of G/P-V, Journal of Algebra, Band 100, 1986
- Standard Monomial Theory and the work of Demazure, Proceedings of a Symposium on Algebraic and Analytic Varieties, Tokyo, Juni 1981
- mit V. Balaji: Poincaré polynomials of some Moduli Varieties, Algebraic Geometry and Analytic Geometry, ICM-90 Satellite Conference Proceedings, Springer Verlag, 1991, S. 1–25